# Rasim Delić

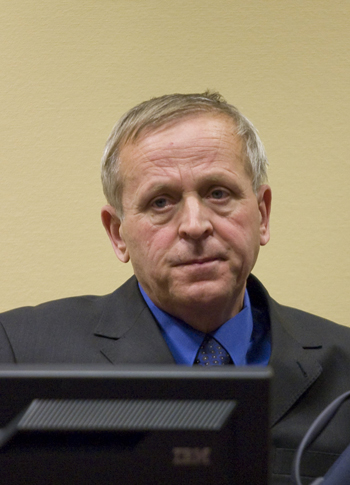

Rasim Delić (Čelić, 4 de febrero de 1949 - 16 de abril de 2010) fue un funcionario de carrera en el Ejército Popular Yugoslavo. Abandonó el ejército cuando Yugoslavia se deshizo. 
El 8 de junio de 1993, la Presidencia de Bosnia y Herzegovina nombró a Delić Jefe del Estado Mayor del Ejército de la República Bosnia-Herzegovina, permaneciendo en el cargo hasta el final de la guerra. Fue acusado de crímenes de guerra en Livade y en el Campo Kamenica durante la guerra de Bosnia por el Tribunal Penal Internacional para la ex Yugoslavia, juzgado y condenado el 15 de septiembre de 2008 a tres años de prisión. El tribunal consideró que no había tomado las medidas necesarias para evitar en trato cruel a doce detenidos. Fue absuelto de la acusación de violación de tres mujeres.